# Zelo Surrigone
Zelo Surrigone is een gemeente in de Italiaanse metropolitane stad Milaan (regio Lombardije) en telt 1185 inwoners (31-12-2004). De oppervlakte bedraagt 4,4 km², de bevolkingsdichtheid is 278 inwoners per km².

## Demografie
Zelo Surrigone telt ongeveer 445 huishoudens. Het aantal inwoners steeg in de periode 1991-2001 met 44,3% volgens cijfers uit de tienjaarlijkse volkstellingen van ISTAT.
| Jaar | Inwoneraantal |
| ---- | ------------- |
| 1991 | 769           |
| 2001 | 1110          |

## Geografie
Zelo Surrigone grenst aan de volgende gemeenten: Vermezzo, Gudo Visconti, Morimondo.